# Le Ton beau de Marot
Le Ton beau de Marot: In Praise of the Music of Language ist ein Buch von Douglas R. Hofstadter aus dem Jahr 1997. Es befasst sich überwiegend mit dem Problem der Übersetzbarkeit von literarischen Texten, aber auch mit den Problemen des Verstehens allgemein sowie der Frage, inwieweit Computer die Fähigkeit des Verstehens haben oder einmal haben werden. Trotz des französischen Titels handelt es sich um ein in amerikanischem Englisch geschriebenes Buch. Hofstadter selbst hält das Buch für unübersetzbar,  und es existiert bis heute (2012) im Gegensatz zu seinen anderen Büchern noch keine deutsche Übersetzung.

## Titel
Der Titel ist doppeldeutig. Zum einen kann er bedeuten „Der schöne Ton des Herrn Marot“, aber ein Franzose kann auch hören „Le tombeau de Marot“, wobei dann „tombeau“ als „Grabstein“ (siehe Illustration des Buchumschlags) oder als „Kunstwerk, das in Erinnerung an eine verstorbene Persönlichkeit geschaffen wurde“ verstanden werden kann.

## Inhalt
Den einzelnen Kapiteln werden jeweils mehrere Übersetzungen des Gedichtes „A une Damoyselle malade“ von Clément Marot vorangestellt. Hofstadter nennt das Gedicht aber „Ma mignonne“ nach dessen Anfangszeile. Jeder Übersetzung ist auf der vorangehenden Seite ein ausführlicher Kommentar vorangestellt. Insgesamt sind es 88 Übersetzungen, davon sind ein großer Teil von Hofstadter selbst, andere von Personen, die er zu einer Übersetzung motiviert hat, sowie computergenerierte Übersetzungen. Eine der Übersetzungen ist auf Deutsch von Frank Rohde.
Eine der zentralen Thesen des Buches ist, dass ein poetischer Text eine Ehe zwischen Inhalt und Form darstellt, die ein Übersetzer nicht trennen darf, indem er nur den Inhalt übersetzt und dabei die Form ignoriert. Wie die einem poetischen Werk angemessene Übersetzung gestaltet sein soll, diskutiert Hofstadter nicht nur anhand des Gedichts von Clément Marot, sondern u. a. auch anhand von Fallbeispielen bedeutender Werke wie Puschkins „Eugen Onegin“, Dantes „Göttliche Komödie“, Gedichten von Christian Morgenstern oder einer Kurzgeschichte von Stanislaw Lem. Besondere Erwähnung finden auch die japanische Gedichtform Haiku sowie Leipogramme, Palindrome und selbstreferenzielle Sätze wie z. B.: „Dieser Satz enthält fünf Worte.“
Hofstadter setzt sich auch mit der Frage auseinander, wie viel man verstehen muss, um eine gute Übersetzung anzufertigen, oder ob es reicht, mechanisch Wörter nach syntaktischen Regeln zusammenzusetzen. Das führt ihn zu der Frage, was „Verstehen“ eigentlich ist und ob Computer einmal ein mit dem Menschen vergleichbares Verständnis und Bewusstsein entwickeln können. Er meint, dass diese Entwicklung möglich ist, sofern Computer einmal eine Komplexität erreichen, die der Komplexität des menschlichen Gehirns gleich ist. Damit stellt er sich in seiner Auffassung gegen Joseph Weizenbaum, der meinte, dass der Vorrang des Menschen vor dem Computer unbedingt verteidigt werden muss.

## Schlusskapitel
Der Schluss mit dem Titel „Le Tombeau de ma rose“ ist seiner Frau Carol gewidmet. Hofstadter schildert darin, wie seine Frau unerwartet an einem Gehirntumor erkrankte und starb. Dieser an den Buchtitel erinnernde Schluss, lässt den Schluss zu, dass das ganze Buch auch seiner Frau als einer „kranken jungen Frau“ („une Damoyselle malade“) gewidmet ist. Dem Kapitel folgt ein Foto seiner Frau, bei dem es sich aber um einen Teil eines Fotos handelt. Auf dem anderen Teil, der im Klappentext vor den biographischen Angaben zu sehen ist, ist Hofstadter selbst abgebildet.

## Werkausgaben
- Douglas R. Hofstadter: Le Ton beau de Marot: In Praise of the Music of Language. Basic Books, New York 1997, ISBN 0-465-08643-8 (amerikanisches Englisch).
- Douglas R. Hofstadter: Le Ton beau de Marot: In Praise of the Music of Language. Bloomsbury Publishing Plc, London 1997, ISBN 0-7475-3349-0 (amerikanisches Englisch).